# ایالت بیه
ایالت بیه (به لاتین: Bieh State) یک منطقهٔ مسکونی در سودان جنوبی است. ایالت بیه ۱۹٬۲۷۹ کیلومتر مربع مساحت و ۲۸۷٬۱۹۳ نفر جمعیت دارد.